# San Cristóbal y Nieves en los Juegos Olímpicos de la Juventud 2018
San Cristóbal y Nieves participó en los Juegos Olímpicos de la Juventud 2018 en Buenos Aires, Argentina, celebrados entre el 6 y el 18 de octubre de 2018. Su delegación estuvo conformada por dos atletas en una disciplina. No obtuvo medallas en las justas.

## Medallero
| Medalla       | Oro | Plata | Bronce | Total |
| ------------- | --- | ----- | ------ | ----- |
| Total oficial | 0   | 0     | 0      | 0     |

## Disciplinas

### Atletismo
San Cristóbal y Nieves clasificó a dos atletas en esta disciplina.
Masculino
Eventos de Pista
| Atleta       | Evento     | Serie 1 | Serie 1 | Serie 2 | Serie 2 | Total   | Total  |
| Atleta       | Evento     | Tiempo  | Puesto  | Tiempo  | Puesto  | Tiempo  | Puesto |
| ------------ | ---------- | ------- | ------- | ------- | ------- | ------- | ------ |
| Junior Rouse | 400 Metros | 50.33   | 11      | 50.37   | 14      | 1:40.70 | 12     |

Femenino
Eventos de Pista
| Atleta           | Evento     | Serie 1 | Serie 1 | Serie 2 | Serie 2 | Total  | Total  |
| Atleta           | Evento     | Tiempo  | Puesto  | Tiempo  | Puesto  | Tiempo | Puesto |
| ---------------- | ---------- | ------- | ------- | ------- | ------- | ------ | ------ |
| Jarencia Jeffers | 100 Metros | 13.83   | 31      | 13.29   | 30      | 27.12  | 30     |